# Comuna Hannopil, Iemilciîne
Hannopil (în ucraineană Ганнопільська сільська рада) este o comună în raionul Iemilciîne, regiunea Jîtomîr, Ucraina, formată din satele Bobrîțka Bolearka, Hannopil (reședința), Ielîzavetpil, Ievhenivka, Kîselivka și Novooleksandrivka.

## Demografie
Componența lingvistică a comunei Hannopil
     Ucraineană (99,45%)
     Alte limbi (0,55%)
Conform recensământului din 2001, majoritatea populației comunei Hannopil era vorbitoare de ucraineană (99,45%), existând în minoritate și vorbitori de alte limbi.